# يونيس كيروا
يونيس جيبكيروي كيروا (مواليد 20 مايو 1984) عداءة مسافات طويلة بحرينية الجنسية كينية المولد متخصصة في سباق الماراثون. رقمها القياسي حققته في عام 2012 بزمن قدره 02:21:41 ساعة. في عام 2013 قررت الهجرة إلى البحرين واستطاعت أن تحطم الرقم القياسي البحريني بزمن قدره 2:25:37 ساعة. حصلت على الميدالية الذهبية في سباق الماراثون في دورة الألعاب الآسيوية 2014.
في بداية مسيرتها الرياضية مثلت كينيا في سباق 1500 متر في بطولة العالم للشباب لألعاب القوى. غيرت تخصصها إلى سباق الطرقات ووصلت إلى أعلى مستوى في عام 2012 بالتنافس في سباق الماراثون. زوجها جوشوا كيبروغوت كيمي هو أيضا عداء مسافات طويلة. لدى الزوجين ابن واحد.

## المسيرة الرياضية
شاركت يونيس في أول بطولة دولية لصالح كينيا في سن الخامسة عشرة في بطولة العالم للشباب لألعاب القوى 1999. حلت خامسة في سباق 1500 متر بينما حلت مواطنتها سيلفيا جيبيووت كيبيت ثانية. عادت للمشاركة مجددا في بطولة العالم للشباب لألعاب القوى 2001 لكنها لم تتأهل إلى المرحلة النهائية. لم تشارك في أي بطولة دولية في السنوات التالية لذلك قررت تغيير تخصصها إلى سباق الموانع. حلت ثانية في بطولة الوادي المتصدع عام 2004 في سباق 2000 متر موانع ثم حلت ثالثة في سباق 3000 متر موانع في بطولة ألعاب القوى الكينية في وقت لاحق من ذلك العام.
فشلت مجددا في النجاح في هذه السباقات فقررت الانتقال إلى سباق الطرقات عام 2006 حيث بدأت المشاركة في حلبة أمريكا الشمالية. حققت أفضل نتيجة لها في تلك السنة بزمن قدره 32:52 دقيقة في سباق 10000 متر في تورونتو. في الجولة البرازيلية في عام 2008 شهدت احتلالها المركز الثاني في جميع السباقات من ضمنها تحقيقها زمن قدره 75:00 دقيقة في سباق النصف ماراثون في ساو باولو. عادت إلى البرازيل مجددا في العام التالي لتحطم رقمها القياسي بتسجيلها زمن قدره 73:34 دقيقة في سباق نصف الماراثون في ريو دي جانيرو. في عام 2010 حققت بمعية زوجها جوشوا كيبروغوت كيمي الانتصار في سباق ريو دي جانيرو. حققت الفوز الثالث على التوالي في المسابقة في عام 2011 وحطمت بقمها القياسي بتسجيلها زمن قدره 70:29 دقيقة.
رسخت يونيس أقدامها بين النخبة في العالم في أواخر العشرينات من عمرها. في سباق نصف الماراثون في أثكويتيا أزبيتيا في مارس 2012 فازت بالسباق وحطمت رقمها القياسي بتسجيلها زمن قدره 68:39 دقيقة. توجهت إلى البرازيل في مايو وفازت بسباق 10000 متر بزمن قدره 31:57 دقيقة. شاركت للمرة الأولى في سباق الماراثون في أغسطس من ذلك العام وحققت الفوز به بزمن قدره 02:33:42 ساعة في أسونسيون وبذلك حطمت الرقم القياسي لهذا السباق في الباراغواي. في ماراثون أمستردام 2012 بقيت قريبة من المتصدرة ميزيريت هايلو ولم تستطع تخطيها لتحل ثانية بزمن قدره 02:21:41 ساعة واحتل الرقم المركز السادس عشر في أفضل أرقام تلك السنة.
في ماراثون شيامن 2013 حلت ثانية خلف الإثيوبية فطومة سادو. أفضل رقم لها كان في ماراثون باريس بزمن قدره 02:23:34 ساعة عندما حلت ثالثة. في سباق نصف الماراثون حلت وصيفة في ثلاث بطولات على التوالي: في لشبونة (عشر ثوان خلف بطلة العالم إيدنا كيبلاجات) وجيفو (ست ثوان خلف مستاوت توفا) ولواندا. في آخر سباق لها في العام وهو ماراثون فرانكفورت اكتفت باحتلالها المركز الخامس.
في ديسمبر 2013 قررت الهجرة إلى البحرين. أصبحت قادرة على المشاركة باسم البحرين في يوليو 2014. شاركت في ماراثون بوسطن 2014 ولكنها للمرة الأولى فشلت في إنهاء السباق. فازت بثاني سباق ماراثون في مسيرتها في يونيو في ماراثون لانتشو بزمن قدره 2:31:53 ساعة وبفارق أكثر من ست دقائق عن وصيفتها. الفوز في سباق نصف الماراثون في لواندا بزمن قدره 68:31 دقيقة حطم رقمها القياسي ووضعها في قائمة العشرة الأوائل لهذا العام. في ظهورها الأول باسم البحرين حصلت على الميدالية الذهبية في سباق الماراثون في دورة الألعاب الآسيوية 2014 متغلبة على اليابانية ريوكو كيزاكي في القسم الأخير من السباق. هذا الفوز هو الأول للبحرين في تاريخ البطولة.

## الإنجازات المهمة
| العام | البطولة                          | الملعب                 | المركز       | السباق    | الملاحظات    |
| ----- | -------------------------------- | ---------------------- | ------------ | --------- | ------------ |
| 1999  | بطولة العالم للشباب لألعاب القوى | بيدغوشتش، بولندا       | 5            | 1500 متر  |              |
| 2001  | بطولة العالم للشباب لألعاب القوى | دبرتسن، المجر          | 7 (التصفيات) | 1500 متر  |              |
| 2014  | دورة الألعاب الآسيوية            | إنتشون، كوريا الجنوبية | 1            | الماراثون |              |
| 2015  | ماراثون ناغويا للنساء            | ناغويا، اليابان        | 1            | الماراثون |              |
| 2015  | بطولة العالم لألعاب القوى        | بكين، الصين            | 3            | الماراثون | 2:27:39 ساعة |

## الأرقام الشخصية
- 1500 متر – 4:27.62 دقيقة (1999)
- 10000 متر – 31:57 دقيقة (2012)
- نصف الماراثون – 1:08:31 ساعة (2014)
- الماراثون – 2:21:41 ساعة (2012)
- 3000 متر موانع – 10:18.3 دقيقة (2005)

## روابط خارجية
- يونيس كيروا على موقع الاتحاد الدولي لألعاب القوى (الإنجليزية)
- يونيس كيروا على موقع اللجنة الأولمبية الدولية (الإنجليزية)
- يونيس كيروا على موقع أوليمبيديا (الإنجليزية)